# Kelsey Plum
Kelsey Christine Plum (Poway, 24 augustus 1994) is een Amerikaans basketbalspeelster. Zij won met het Amerikaans 3x3-basketbalteam de gouden medaille tijdens de Olympische Zomerspelen 2020.
Plum speelde voor het team van de Universiteit van Washington, voordat zij in 2017 haar WNBA-debuut maakte bij de San Antonio Stars. Vanwege een blessure moest ze het 2020 seizoen missen. In 2022 won ze het WNBA-kampioenschap met haar team de Las Vegas Aces. Buiten de WNBA seizoenen speelt ze in Turkije. Daar won ze twee keer de Turkse basketbaldivisie.
Tijdens de Olympische Zomerspelen 2020 in Tokio won ze olympisch goud door de Russische ploeg te verslaan in de finale met 18-15. Plum was goed voor 5 punten.

## Statistieken
| Seizoen | Team              | WG  | FG%  | FT%  | RPW | APW | SPW | BPW | PPW  |
| ------- | ----------------- | --- | ---- | ---- | --- | --- | --- | --- | ---- |
| 2017    | San Antonio Stars | 31  | .346 | .870 | 1.9 | 3.4 | 0.5 | 0.1 | 8.5  |
| 2018    | Las Vegas Aces    | 31  | .467 | .875 | 2.4 | 4.0 | 0.8 | 0.1 | 9.5  |
| 2019    | Las Vegas Aces    | 34  | .365 | .872 | 2.8 | 3.0 | 0.8 | 0.1 | 8.6  |
| 2021    | Las Vegas Aces    | 26  | .437 | .944 | 2.5 | 3.6 | 1.0 | 0.0 | 14.8 |
| 2022    | Las Vegas Aces    | 36  | .460 | .839 | 2.7 | 5.1 | 1.0 | 0.1 | 20.2 |
| Totaal  | 5 jaar            | 158 | .421 | .876 | 2.5 | 3.9 | 0.8 | 0.1 | 12.4 |

2020: Stefanie Dolson & Allisha Gray & Kelsey Plum & Jackie Young ·
2024: Svenja Brunckhorst, Sonja Greinacher, Elisa Mevius, Marie Reichert